# Lacul Lappajärvi

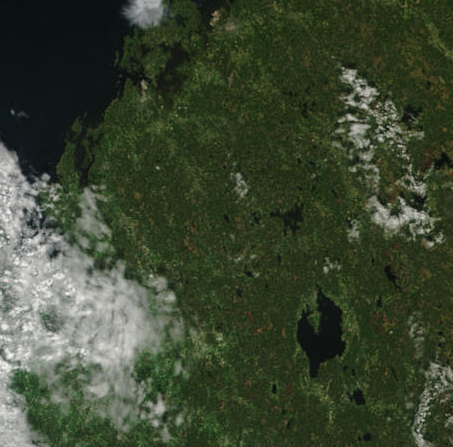
Lacul Lappajärvi

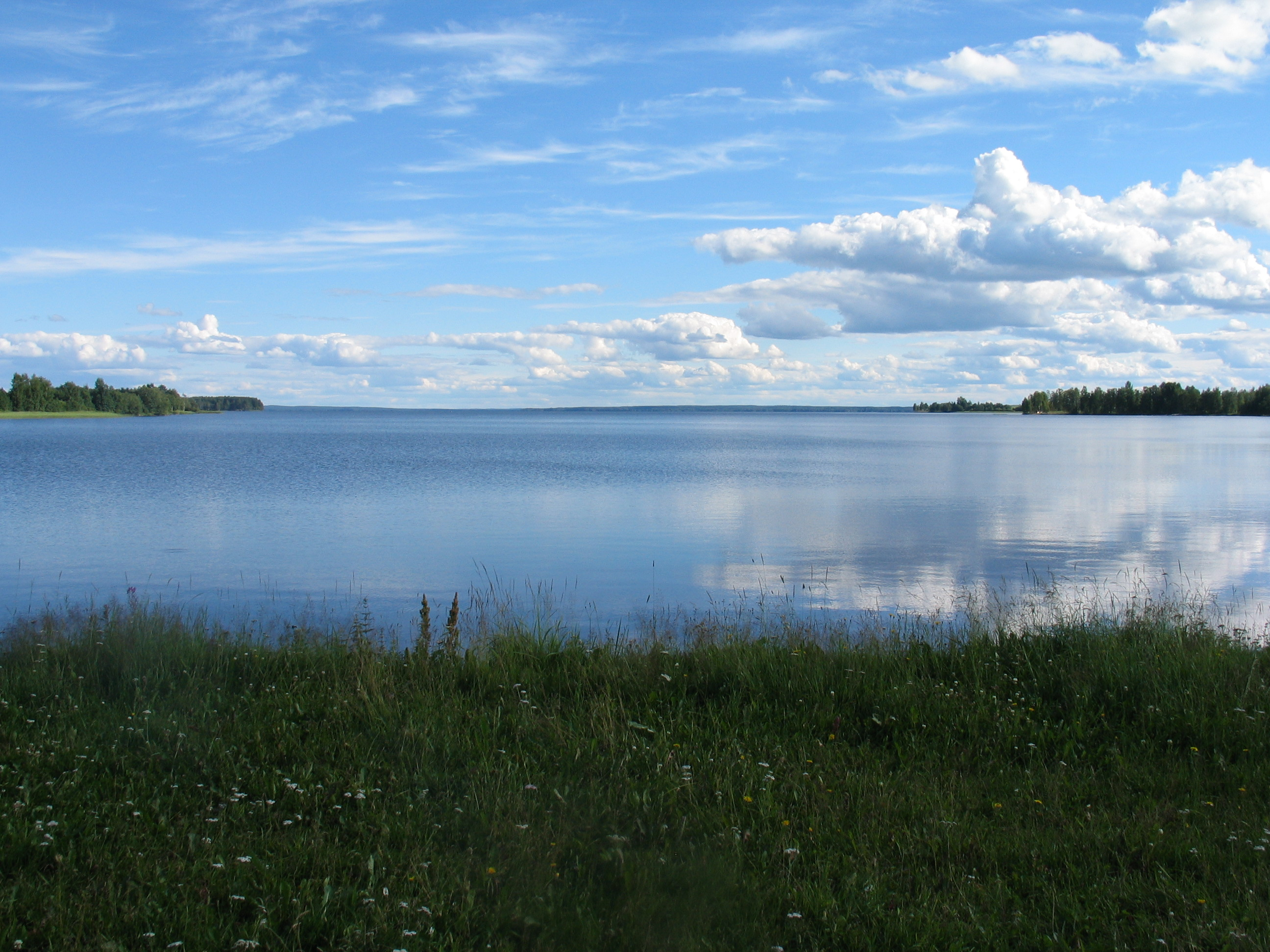
Lacul Lappajärvi

Lacul Lappajärvi este un lac în Finlanda, în municipalitățile Lappajärvi, Alajärvi și Vimpeli. 

## Date generale
Lacul are o suprafață 145,49 km², adâncimea maximă de 38 m și are 56 de insule. Acesta este format într-un crater de meteorit de 23 km lățime. Vârsta craterului este estimată la 77,85 milioane ani vechi (± 0.78 milioane ani), perioada Cretacicului superior.
Lacul face parte din bazinul Ähtävänjoki împreună cu Lacul Evijärvi care se află în aval de acesta.